# Brachyglossina suboranaria
Brachyglossina suboranaria är en fjärilsart som beskrevs av Louis Beethoven Prout 1938. Brachyglossina suboranaria ingår i släktet Brachyglossina och familjen mätare. Inga underarter finns listade i Catalogue of Life.